# Unione Sportiva Catanzaro 1996-1997
Questa pagina raccoglie le informazioni riguardanti l'Unione Sportiva Catanzaro nelle competizioni ufficiali della stagione 1996-1997.

## Rosa
| N. |                   | Ruolo | Calciatore          |
| -- | ----------------- | ----- | ------------------- |
|    | Italia (bandiera) | A     | Giovanni Baratto    |
|    | Italia (bandiera) | P     | Marco Bizzarri      |
|    | Italia (bandiera) | A     | Massimo Campo       |
|    | Italia (bandiera) | D     | Fabrizio Cipriani   |
|    | Italia (bandiera) | A     | Gianfranco Criniti  |
|    | Italia (bandiera) | C     | Francesco De Luca   |
|    | Italia (bandiera) | A     | Michele De Min (II) |
|    | Italia (bandiera) | C     | Dino Di Julio       |
|    | Italia (bandiera) | D     | Francesco Esposito  |
|    | Italia (bandiera) | D     | Lorenzo Fiorentini  |
|    | Italia (bandiera) |       | Fugarotto           |

| N. |                   | Ruolo | Calciatore        |
| -- | ----------------- | ----- | ----------------- |
|    | Italia (bandiera) | C     | Riccardo Illario  |
|    | Italia (bandiera) | C     | Giacomo Lazzini   |
|    | Italia (bandiera) | A     | Francesco Libro   |
|    | Italia (bandiera) | D     | Renato Mancini    |
|    | Italia (bandiera) | P     | Vincenzo Nunziata |
|    | Italia (bandiera) | D     | Carlo Pascucci    |
|    | Italia (bandiera) | D     | Paolo Petrullo    |
|    | Italia (bandiera) | C     | Mauro Picasso     |
|    | Italia (bandiera) | D     | Marco Pisano      |
|    | Italia (bandiera) | A     | Cristian Polidori |
|    | Italia (bandiera) | C     | Leonardo Vanzetto |